# Tikkoun (livre)
Pour les articles homonymes, voir Tikkoun.

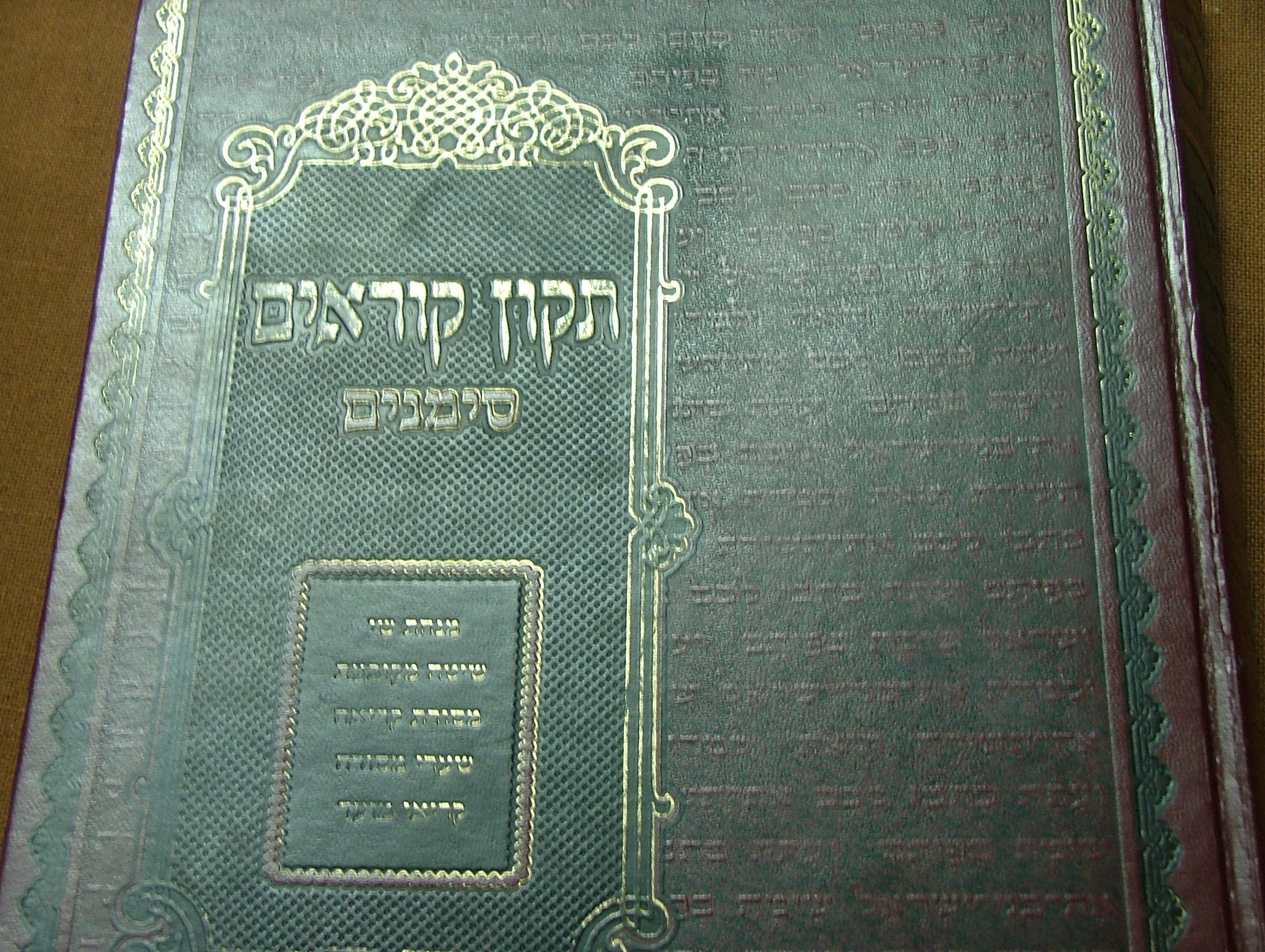
Exemple d'un tikkoun qor'im.

Un tikkoun qor'im (tikkoun du lecteur) est un guide d'étude utilisé en préparation d'une lecture chantée de la Torah, afin d'éviter l'utilisation inutile d'un rouleau de Torah et le risque de dommages. 
Il contient deux versions du texte massorétique en hébreu. Le côté droit de la feuille est écrit avec les taamei hamiqra (marques de cantillation) et le Nikkoud (marques de vocalisation), tandis que le côté gauche en est dépourvu et reproduit les caractères utilisés dans les rouleaux de la Torah (c'est-à-dire écrits à la plume, et non en caractères d'imprimerie).
Les lecteurs de la Torah doivent apprendre auparavant la cantillation (mélodisation des mots et des versets), le rouleau étant lui-même dépourvu de marques de cantillation. De plus, le mot n'est pas toujours lu comme il s'écrit.
Un tikkoun soferim (tikkoun du scribe) est globalement similaire, mais comporte des indications pour les scribes quant à la façon d'écrire une copie de la Torah, par exemple sur la longueur de chaque ligne, laquelle est mesurée en largeurs de youd.